# Crono delle Nazioni 2012
La Crono delle Nazioni 2012, trentunesima edizione della corsa e valida come evento dell'UCI Europe Tour 2012 categoria 1.1, si svolse il 21 ottobre 2012 su un percorso di 48,32 km. Fu vinta dal tedesco Tony Martin che giunse al traguardo con il tempo di 58'07", alla media di 49,88 km/h.
Al termine 22 ciclisti risultarono classificati.

## Classifica (Top 10)
| Pos. | Corridore        | Squadra        | Tempo   |
| ---- | ---------------- | -------------- | ------- |
| 1    | Tony Martin      | Omega Pharma   | 58'07"  |
| 2    | Sylvain Chavanel | Omega Pharma   | a 41"   |
| 3    | Taylor Phinney   | BMC            | a 42"   |
| 4    | Jérémy Roy       | FDJ            | a 1'45" |
| 5    | László Bodrogi   | Team Type 1    | a 3'23" |
| 6    | Carlos Oyarzún   | Cile           | a 3'45" |
| 7    | Manuele Boaro    | Saxo Bank      | a 3'48" |
| 8    | Gustav Larsson   | Vacansoleil    | a 4'04" |
| 9    | Loïc Desriac     | Roubaix        | a 4'42" |
| 10   | Franck Vermeulen | Véranda Rideau | a 4'46" |